# Simízino
Simízino (en rus: Симизино) és un poble de l'óblast de Vladímir, a Rússia, segons el cens del 2010 tenia 7 habitants. Pertany al districte municipal de Iúriev-Polski.